# Solange de La Baume
Solange de La Baume (Paris, 12 juillet 1910 - Paris, 6 mars 2014), journaliste, directrice de la Revue de Paris.

## Biographie
La baronne Solange de La Baume a pris à partir de 1950 la responsabilité de la Revue de Paris, revue littéraire mensuelle relancée par Edmond de Fels en 1894.
Son salon littéraire à Paris a accueilli de nombreux écrivains, académiciens français ou Goncourt.
Elle a entrepris la traduction de romans, dont Nouveaux contes d'hiver et Contes gothiques de Karen Blixen, les romans de Louis Bromfield, Olivia Manning, Elizabeth Spencer, Joan Haslip, William Stone et Donald Stokes.
L’Académie française lui décerne le prix de la langue-française en 1970.
Elle est la grand-mère paternelle de Joséphine de La Baume.